# エイリアニスト
『エイリアニスト』(英: "The Alienist"）は、ケイレブ・カーの小説『エイリアニスト―精神科医』を原作とする、アメリカ合衆国制作の歴史ドラマである。全10話の限定シリーズとして制作され、ターナー・ネットワーク・テレビジョン (TNT) で2018年1月21日に先行上映された後、2018年1月22日から同年3月26日にかけて放送された。
シリーズの主演は、ダニエル・ブリュール、ルーク・エヴァンズ、ダコタ・ファニングが務め、1896年のニューヨーク市で、犯罪心理学と法科学を使いながら、男娼として働くストリート・チルドレンを手に掛けるシリアルキラーを追う特別チームを組むという筋書きである。脚本は歴史上の人物を登場させて事実と虚構を入り混ぜたものとなっており、1895年から1897年にかけてニューヨーク市の警察本部長を務めていた、セオドア・ルーズベルトなどが登場する。
2018年8月16日、TNTは続編小説の『ジ・エンジェル・オブ・ダークネス』（原題）を原作として、新シリーズを制作することを決定した。『エイリアニスト：暗闇の天使』として2020年10月22日より配信。
日本ではNetflixが『エイリアニスト』との題名で配信を行っているが、2019年4月24日に『エイリアニスト NY殺人ファイル』（エイリアニスト NYさつじんファイル）との題名でDVDが発売されている。

## 設定
サイコロジカル・スリラーでもあるこの作品の舞台は1896年に設定されており、ニューヨーク市で起こる少年男娼の連続殺人事件が描かれる。新任の警察本部長セオドア・ルーズベルトは、ハーバード大学の学友だった、犯罪心理学者のドクター・ラズロー・クライズラー、『ニューヨーク・タイムズ』紙の挿絵画家を務めるジョン・ムーアのふたりに、極秘捜査の指揮を依頼する。ニューヨーク市警察からは、本部長の気が強い秘書サラ・ハワードと、法科学を専門にしながら組織内では疎まれているユダヤ人双子の部長刑事、マーカスとルシアス・アイザックソン兄弟が参加する。
第1シリーズでは、チームはニューヨーク市警察内部の反感を買うが、その中心となるのはコナー警部と最近引退したばかりのバーンズ長官で、どちらも犯罪者を見つけることより、ニューヨークの上流階級の人々を汚名から守ることに意義を感じている。また、アウトサイダーであることから、貧困層や下層階級の人々も彼らを信用しようとはしない。オープニングタイトルでは、次のように表示される。
| 「 | In the 19th century, persons suffering from mental illness were thought to be alienated from their own true natures. Experts who studied them were therefore known as alienists. 19世紀 精神病患者は人間の本質を失っていると考えられた / 精神病の研究者を "エイリアニスト" と呼んだ | 」 |

## キャスト

### 主要人物
ドクター・ラズロー・クライズラー (Dr. Laszlo Kreizler)
演 - ダニエル・ブリュール、声 - 内田夕夜
「エイリアニスト」と呼ばれる心理学者で、最近では精神疾患に苦しむ子どもたちを専門としている。ハーバード大学の同級生だったルーズベルトから、子どもたちが殺められた凄絶な事件を心理学的に追ってほしいと頼まれる。元はドイツ系移民の裕福な家庭出身だが、現在はメイドのメアリー、従者のサイラス、厩番の少年スティーヴィーを雇ってひっそりと暮らしている。少年時代はピアノの名手だったが、事故で骨折して片腕が不自由である。調査・捜査のヒントを求め、しばしば過去の患者や犯罪者の自己洞察をあぶり出しに行く。
ジョン・スカイラー・ムーア (John Schuyler Moore)
演 - ルーク・エヴァンズ、声 - 東地宏樹
『ニューヨーク・タイムズ』紙の漫画家・挿絵画家で、クライズラー・ルーズベルトと共にハーバード大学へ通った上流社会人でもある。祖母と同居しているが、兄の溺死事故後、父とは疎遠になっている。魅力的な美男子だが、アルコール依存症かつ売春宿の常連という側面もあり、フィアンセが別の男性に獲られてからは独身を貫いている。ルーズベルト同様、サラとは彼女が幼い時からの知り合いで、第1シリーズ中に彼女への愛を告白する。
セオドア・ルーズベルト (Theodore Roosevelt)
演 - ブライアン・ジェラティ、声 - 前田一世
ニューヨーク市警察の新任警察本部長。部下にしっかり指示を出す人間と思われてはいるが、実際には社交界の大物や、市警察のベテラン捜査員には流されてしまう一面を持つ。ハーバード大学で同期だったクライズラーとムーアに、相次ぐ男娼殺人事件について警察の捜査と並行して極秘捜査を行わせる。父親と知り合いだったサラ・ハワードを秘書として雇い入れ、彼女のことを高く買っている。
サイラス・モントローズ (Cyrus Montrose)
演 - ロバート・レイ・ウィズダム
クライズラーの従者。殺人事件の公判で、クライズラーが証言者として法廷に立ち、その後彼の家に迎え入れられた。
マーカス・アイザックソン (Marcus Isaacson)
演 - ダグラス・スミス、声 - 海老名翔太
ニューヨーク市警察の若いユダヤ人部長刑事で、ルーズベルトからクライズラーのチームで働く人間として推薦される。ルシアスは二卵性双生児の兄に当たり、兄弟で法科学・法医学を専門とし、チームによる現場捜査で力を発揮する。同じくユダヤ人のエスターに一目惚れしたことから、彼女が参加する社会主義者集会へ参加した
ルシアス・アイザックソン (Lucius Isaacson)
演 - マシュー・シアー、声 - 堀総士郎
マーカスの二卵性双生児の兄で、同じく ニューヨーク市警察の部長刑事を務める。弟よりは用心深く、抑制的な人物で、弟と共に最新の科学技術を捜査に導入するのに熱心である。
メアリー・パーマー (Mary Palmer)
演 - クオリアンカ・キルヒャー
クライズラーのメイド。父親に火を点けて殺そうとした後、サイラス同様の経緯でクライズラーに引き取られる。失語症のため、手話を用いて意思疎通している。クライズラーに恋心を寄せており、シリーズ中盤でクライズラーもこの想いに応えるが、彼の留守中に家へ押し入ったコナー警部のせいで命を落とす。
スティーヴィー・タガート (Stevie Taggert)
演 - マット・リンツ
クライズラーの厩番として働き、よくサイラスを補佐する少年。女装しておとり捜査に協力するなど、捜査の一員としても働く。
サラ・ハワード (Sara Howard)
演 - ダコタ・ファニング、声 - うえだ星子
ニューヨーク市警察初の女性職員で、ルーズベルトの秘書として働く。ルーズベルト、ムーアとは、父を通じて幼少期からの付き合いがある。冷静沈着で、男性の同僚に見くびられることを許さない。チームの中では、ルーズベルトとクライズラー・ムーアの連絡係として働く。彼女の造型には、ニューヨークで女性初の刑事となったイザベラ・グッドウィンの逸話も影響を与えている。

### リカーリング
ポール・ケリー (Paul Kelly)
演 - アントニオ・マグロー (Antonio Magro)
上流階級の男性たちが集う売春宿を経営するギャングの一員。
コナー警部 (Captain Connor)
演 - デイヴィッド・ウィルモット、声 - 杉野田ぬき
アイルランド系の警察官でルーズベルトを嫌っている。チームの捜査を可能な限り転覆させようと試みるが、その中で先走り、無実の人物やメアリーを死に追いやることになる。売春宿から賄賂を巻き上げているほか、バーンズと繋がっている。シーズン中盤でルーズベルトの逆鱗に触れて解雇される。
ジョゼフ (Joseph)
演 - ジャクソン・ガン (Jackson Gann)
売春宿で女装して男娼として働く少年。ムーアに慕われ、何かと気に掛けられる。
トーマス・F・バーンズ (Thomas F. Byrnes)
演 - テッド・レヴィン
最近引退した警察長官で、コナーを操る親玉。コナーに指示し、富裕層が自分たちの犯罪や軽率な行為によって迫害されるのを未然に防いでいる。
フローラ (Flora)
演 - エマニュエラ・ポスタチーニ (Emanuela Postacchini)
ムーアを客に持つ高級娼婦。
J・P・モルガン（J.P. Morgan、J・P・モーガン）
演 - マイケル・アイアンサイド
資本家・銀行家。コナーとバーンズを使い、上流階級の仲間たちを守らせている。
ヴァン・バーゲン夫人 (Mrs. Van Bergen)
演 - ショーン・ヤング
ヴァン・バーゲン家の女家長。息子の振る舞いに関する噂にはいつも毅然としているが、バーンズには息子を守るよう行動を起こせと強要されている。
ウィレム・ヴァン・バーゲン (Willem Van Bergen)
演 - ジョゼフ・アルティン
ヴァン・バーゲン家の息子で、思春期前の少年たちと性行為を重ねている。梅毒に感染して水銀塩を口にしていることから、歯が銀色になっている。
ウィリアム・ラファイエット・ストロング市長 (Mayor William Lafayette Strong)
演 - ピーター・マクロビー
1985年から1987年にかけてニューヨーク市の市長を務めた人物。モルガンとバーンズが街の上流階級に対して抱く心配に共鳴している。
ジェシー・ポメロイ (Jesse Pomeroy)
演 - スティーヴン・ルイス・グラッシュ (Stephen Louis Grush)
ボストン出身の、小児殺人鬼として実在する人物。ドラマの中では、クライズラーが彼の元を訪れて彼の心の中を研究しようと試みる。
アダム・デューリー (Adam Dury)
演 - デビッド・ムニエ
田舎で農家として暮らす人物。ニュー・パルツに住んでいた頃、牧師の父・母を先住民に惨殺され、弟ジェイフェスが行方不明になった過去を持つ。
ジョン・ビーチャム (John Beechum)
演 - ビル・ヘック (Bill Heck)
本名はジェイフェス・デューリーでアダムの弟。幼少期に母から虐待を受けたほか、顔面にチックを持つ。従軍後精神を病んだとして除隊され、その後は国勢調査員や賭け金の取り立て屋として働いた。一連の殺人事件の真犯人だったことが明らかになる。

## 制作

### 発展
2015年4月、パラマウント・テレヴィジョンがアノニマス・コンテントと共同で、『エイリアニスト―精神科医』"The Alienist" を翻案することが報じられた。パラマウントからは同時に、『フォレスト・ガンプ/一期一会』でアカデミー脚色賞を獲得したエリック・ロスをこの企画の製作総指揮として迎え入れたこと、またホセイン・アミニが脚本と製作総指揮を兼任することも発表された。また、『TRUE DETECTIVE』を手掛けた監督キャリー・ジョージ・フクナガが全話を監督し、製作総指揮も務めると報じられた。
2015年5月には、ターナー・ネットワーク・テレビジョン (TNT) が1話当たり500万ドルの製作費で作品を制作する契約を結んだと報じられた。2015年7月、脚本家・監督のジョン・セイルズは自身のブログで、脚本家としてシリーズに参加することを明かした。2015年7月21日、原作者のケイレブ・カーは、シリーズのコンサルティング・プロデューサーに就任すると発表した。
2016年9月、フクナガのスケジュール上の問題から監督はヤーコプ・フェルブルッヘンに変更されたが、フクナガは引き続き製作総指揮の座に残った。

### キャスティング
2016年11月28日、ダニエル・ブリュールとルーク・エヴァンズが、それぞれドクター・ラズロー・クライズラー、ジョン・ムーア役で出演すると報じられた。サラ・ハワード役のダコタ・ファニング参加は、遅れて2017年1月14日に明らかになった。2017年2月8日、ロバート・ウィズダムがサイラス・モントローズ役、またクオリアンカ・キルヒャーがメアリー・パーマー役で出演すると報じられた。2017年2月15日には、スティーヴィー・タガート役のマット・リンツ出演が報じられた。2017年2月17日には、ルシアス・アイザックソン役でマシュー・シアーが出演すること、また同年2月28日にはマーカス・アイザックソン役でダグラス・スミス、トーマス・F・バーンズ役でテッド・レヴィンが出演することが明らかになった。エマニュエラ・ポスタチーニがフローラ役で出演することは、2017年3月17日に報じられた。2017年4月19日には、セオドア・ルーズベルト役にブライアン・ジェラティが決まったことが明らかになった。

## エピソード
| 通算 話数 | タイトル                                    | 分数 | 監督                       | 脚本                                                                   | 放送日        | 製作 番号 | 米国視聴者数 (百万人) |
| --- | ------------------------------------------- | ---- | -------------------------- | ---------------------------------------------------------------------- | ------------- | --------- | --------------------- |
| 1 | "The Boy on the Bridge" "橋の上の少年"      | 49分 | ヤーコプ・フェルブルッヘン | ホセイン・アミニ                                                       | 2018年1月21日 | 101       | 0.88                  |
| 建築中の橋で女装した少年の惨殺遺体が見つかり、噂を聞きつけたクライズラーは新聞の挿絵画家で友人のムーアを現場へ潜り込ませる。死んだジョルジオ・サントレリーはグロリアという源氏名の男娼で、右手と眼がえぐり取られ、性器も持ち去られていた。クライズラーとムーアは容疑者のウォルフの元へ面会に行くが、彼は犯人ではない。クライズラーは自身の患者が殺された3年前の未解決事件との共通点を見出し、ハワードとアイザックソン兄弟の協力を得てこの事件の再捜査に乗り出す。終盤、真犯人はクライズラーを挑発し、彼の目の前で忽然と姿を消す。 |                                             |      |                            |                                                                        |               |           |                       |
| 2 | "A Fruitful Partnership" "特捜班 発足"      | 48分 | ヤーコプ・フェルブルッヘン | - ホセイン・アミニ - E・マックス・フライ                               | 2018年1月29日 | 102       | 1.93                  |
| コナー警部は口封じとしてジョルジオの父に暴行する。これに気付いたハワードはムーアとサントレリー家を訪れ、ジョルジオの虐待歴と更なる被害者の存在を知る。アイザックソン兄弟は凶器を突き止めた上に遺留品から犯人の指紋を見つけ、ハワードはコナーの部屋に隠されていた別の被害者の捜査資料を見つける。クライズラーはムーア、ハワード、アイザックソン兄弟と特捜班を組織する。ムーアは客を装って男娼館の調査に乗り出し、サリーと名乗る少年男娼から、ジョルジオがよく話していた「シルバー・スマイル」の男、また彼が死んだ日の様子について聞き出すが、店主のケリーに薬を盛られてしまう。                                                                 |                                             |      |                            |                                                                        |               |           |                       |
| 3 | "Silver Smile" "シルバー・スマイル"         | 44分 | ヤーコプ・フェルブルッヘン | ジーナ・ジョンフリッド                                                 | 2018年2月5日  | 103       | 1.64                  |
| バーンズはヴァン・バーゲン家に赴き、息子ウィレムと男娼たちとの関係をネタに恐喝する。アイザックソン兄弟は指紋を探してジョルジオの遺体の再調査に向かうが、彼の遺体は忽然と消え去っていた。クライズラーはサリーとサイラスの話から犯人の人間像に迫ろうとするが、水族館へ改装中の建物で新たな遺体が見つかる。ハワードはこれまでの事件の共通点は「高所」と「水」だと気付く。特捜班はコナーらの到着前に捜査を済ませて立ち去るが、ムーアが写生道具を落としてきてしまう。 |                                             |      |                            |                                                                        |               |           |                       |
| 4 | "These Bloody Thoughts" "血に飢えた思考"    | 48分 | ジェイムズ・ホーズ         | - ジーナ・ジョンフリッド - キャリー・ジョージ・フクナガ                | 2018年2月12日 | 104       | 1.68                  |
| クライズラーは犯人の嗜虐的思考を知るため、かつての患者でBDSM業を営む女性の元を訪れる。ムーアの写生道具はコナーからルーズベルトへ届けられる。アイザックソン兄弟は犯人がピトンで壁を登ったと突き止める。殺された少年はシリア出身でファティマという源氏名のアリ・イブン・ガジだと分かり、彼の娼館を調べにいったマーカスとムーアはバーナデットと名乗る少年男娼のジョセフと出会う。ムーアはクライズラーの言葉をヒントに歯医者を訪れ、梅毒治療の水銀塩で歯が銀色に変色することを突き止める。犯人はサントレリー夫人に手紙を送り、更に特捜班全員が回し読みするよう偽手紙で全員を店へ呼び出す。                                                         |                                             |      |                            |                                                                        |               |           |                       |
| 5 | "Hildebrandt's Starling" "チャバラテリムク" | 48分 | ジェイムズ・ホーズ         | E・マックス・フライ                                                    | 2018年2月19日 | 105       | 1.59                  |
| サントレリー家に届いた手紙の筆跡鑑定で犯人の年齢が絞り込まれ、ハワードはクライズラーの推理を元に各地の病院へ問い合わせる。クライズラーとムーアは収監中のジェシー・ポメロイを訪れて犯人像のヒントを探す。市長から容疑者の存在を匂わされたルーズベルトはコナーを糾弾し、ハワードに署内全記録を洗うよう指示する。ハワードの探し出した人物について聖公会のポッター主教に尋ねたクライズラーは、殺人の日付がキリスト教の祝日であることに気付く。クライズラーはルーズベルトへ、容疑者はウィレム・ヴァン・バーゲンだが真犯人ではないと断言する。ルーズベルトはヴァン・バーゲンの隠れ家に向かうが別人が住んでおり、偽情報の責任としてコナーを解雇する。 |                                             |      |                            |                                                                        |               |           |                       |
| 6 | "Ascension" "昇天日"                        | 46分 | パコ・カベサス             | E・マックス・フライ                                                    | 2018年2月26日 | 106       | 1.73                  |
| 特捜班は昇天日にスティーヴィーを使ったおとり捜査を行うが、犯人は現れない。ルーズベルトはJ・P・モルガンから、数日中にヴァン・バーゲンが出国するので捜査を中止するよう圧力をかけられる。聖霊降臨祭当日のおとり捜査中、ハワードはクライズラーの腕について質問攻めにし、彼から平手打ちされる。特捜班が犯人を取り逃がした後、犯人はサイラスを襲って新たな殺人を犯し、遺体を自由の女神像の台座へ遺棄する。一方コナーは、潜伏先から逃げ出したヴァン・バーゲンを追い詰め、射殺してしまう。 |                                             |      |                            |                                                                        |               |           |                       |
| 7 | "Many Sainted Men" "聖なる人々"             | 49分 | パコ・カベサス             | ジョン・セイルズ                                                       | 2018年3月5日  | 107       | 1.65                  |
| 新たな遺体から、ルーズベルトは先住民の虐殺を思い出し、犯人と西部の繋がりが示唆される。モルグを出て暴徒に囲まれたクライズラーとムーアは、ケリーから売春宿閉鎖の停止を求められるほか、後日バーンズやポッター主教からも捜査の中止を求められる。特捜班は患者記録からワシントンD.C.にある退役軍人用精神病院・聖エリザベス病院に辿り着く。ムーアはコナーの脅迫を受ける。クライズラーはサイラスの怪我から使用人との関係を再考し、メアリーの愛を受け入れる。 |                                             |      |                            |                                                                        |               |           |                       |
| 8 | "Psychopathia Sexualis" "性的倒錯"          | 43分 | デイヴィッド・ペトラーカ   | ジョン・セイルズ                                                       | 2018年3月12日 | 108       | 1.80                  |
| クライズラーとムーアはワシントンD.C.に向かい、犯人像に合致する元兵士ジョン・ビーチャムの存在、またニューヨーク州ニュー・パルツで先住民によると考えられた牧師の惨殺事件があったことを知る。アイザックソン兄弟はビーチャムの上官に話を聞きにノースダコタ州へ、クライズラーとムーアは牧師の長男アダムに会いにボストンへ、ハワードはニュー・パルツへ向かう。調査により、ビーチャムの兵士時代の異常行動、牧師の西部での布教歴、次男ジェイフェスの虐待歴と登攀趣味が分かる。コナーの差し金で、帰路に就いたクライズラーとムーア、またクライズラー宅が襲撃され、後者で乱闘の末メアリーが命を落とす。                                                   |                                             |      |                            |                                                                        |               |           |                       |
| 9 | "Requiem" "レクイエム"                      | 49分 | ジェイミー・ペイン         | ホセイン・アミニ                                                       | 2018年3月19日 | 109       | 1.71                  |
| メアリーの死を受けたクライズラーは、自責の念から捜査中止を決める。彼抜きの特捜班は国勢調査の記録を調べ、ビーチャムが調査員として働いていたことを突き止める。ハワードはコナーの脅迫を受け、ムーアはジョセフからビーチャムが少年たちに取り入った術を聞き出す。サイラスからコナーへの復讐は未遂に終わる。アリの事件に立ち戻った特捜班は、借金取りの筋からビーチャムの下宿を探し当て、保存されていた犠牲者の臓器を見つける。殺人現場に居合わせたジョセフは、ビーチャムに拉致されてしまう。 |                                             |      |                            |                                                                        |               |           |                       |
| 10 | "Castle in the Sky" "空にある城"            | 54分 | ジェイミー・ペイン         | - キャリー・ジョージ・フクナガ - ジョン・セイルズ - チェイス・パーマー | 2018年3月26日 | 110       | 1.84                  |
| 胸を開いて心の傷を語り合ったハワードとクライズラーは関係を修復し、クライズラーは捜査に復帰する。聖ヨハネの日、クライズラーはムーアを連れて、警察の見立てとは異なるクロトン貯水池に向かう。2人はジョセフを間一髪で助け出すが、ビーチャムに襲撃される。ビーチャムは2人を尾行してきたコナーの発砲で致命傷を負って真相は闇の中となる。手柄目当てに全員を殺そうとしたコナーはハワードによって射殺される。後日ルーズベルトはコナーを表彰し、特捜班は解決祝いのディナーを楽しむ。 |                                             |      |                            |                                                                        |               |           |                       |

## 放送
国際配給権はNetflixが獲得した。配信は2018年4月19日にスタートした。

## 批評

### 批評家の反応
批評蓄積サイトRotten Tomatoesでは、72件のレビューに基づき65%支持、また平均で10点満点中6.92点が付けられている。Metacriticでは26件のレビューに基づき、100点満点中61点という評価で、「概ね好意的な評価」"generally favorable reviews" である。

### 視聴率

#### シーズン総合視聴率
| シーズン | エピソード | 初回          | 初回              | 最終回        | 最終回            | 平均視聴者数 (百万人) |
| シーズン | エピソード | 日付          | 視聴者数 (百万人) | 日付          | 視聴者数 (百万人) | 平均視聴者数 (百万人) |
| -------- | ---------- | ------------- | ----------------- | ------------- | ----------------- | --------------------- |
| 1        | 10         | 2018年1月21日 | 0.88              | 2018年3月26日 | 1.84              | 1.64                  |

### 受賞とノミネート
| 年     | 賞                             | 部門                                                         | 対象 | 結果       | 出典   |
| ------ | ------------------------------ | ------------------------------------------------------------ | --- | ---------- | ------ |
| 2018年 | 第44回サターン賞               | アクション・スリラー・テレビシリーズ賞                       | ドラマ本編 | ノミネート | [ 47 ] |
| 2018年 | 第44回サターン賞               | 助演女優賞テレビ部門                                         | ダコタ・ファニング | ノミネート | [ 47 ] |
| 2018年 | 第70回プライムタイム・エミー賞 | 撮影賞 (限定シリーズ・テレビ映画部門)                        | PJ・ディロン (PJ Dillon)（「橋の上の少年」で） | ノミネート | [ 48 ] |
| 2018年 | 第70回プライムタイム・エミー賞 | 作品賞 (限定シリーズ部門)                                    | ドラマ本編 | ノミネート | [ 48 ] |
| 2018年 | 第70回プライムタイム・エミー賞 | メインタイトルデザイン賞                                     | アンガス・ウォール、リサ・ボラン、ヨンサブ・ソン、チャールズ・コウリー、ハイジ・ベルク、フェリックス・ソルティック                                                                                               | ノミネート | [ 48 ] |
| 2018年 | 第70回プライムタイム・エミー賞 | 歴史劇衣装賞                                                 | マイケル・カプラン、ルディ・マンス、ベアタ・メルコヴィッツ、アンドリュー・ハント（「特捜班 発足」に対して） | ノミネート | [ 48 ] |
| 2018年 | 第70回プライムタイム・エミー賞 | 美術賞 歴史ドラマ・ファンタジー部門 (1時間以上)              | マーラ・ルペレ＝シュループ、ビル・クラッチャー、カール・プロベルト、アリス・ベイカー（「橋の上の少年」で） | ノミネート | [ 48 ] |
| 2018年 | 第70回プライムタイム・エミー賞 | 視覚効果賞 補助視覚効果部門                                  | ケント・ヒューストン、ウェンディ・ガーファンクル、ティム・バーター、ラシク・ゴアチャ、マーティン・レイク、ダグ・ラーマー、アリソン・グリフィス、スティーヴ・マーガトロイド、ハリン・ヒラニ（「橋の上の少年」で） | 受賞       | [ 48 ] |
| 2019年 | 第23回サテライト賞             | サテライト主演男優賞 ミニシリーズ・テレビ映画部門            | ダニエル・ブリュール | ノミネート | [ 49 ] |
| 2019年 | 第23回サテライト賞             | サテライト主演女優賞 ミニシリーズ・テレビ映画部門            | ダコタ・ファニング | ノミネート | [ 49 ] |
| 2019年 | 第17回視覚効果協会賞           | Outstanding Supporting Visual Effects in a Photoreal Episode | ケント・ヒューストン、ウェンディ・ガーファンクル、スティーヴ・マーガトロイド、ドリュー・ジョーンズ、ポール・スティーヴンソン（「橋の上の少年」で）                                                               | ノミネート | [ 50 ] |
| 2019年 | 第76回ゴールデングローブ賞     | 主演男優賞 (ミニシリーズ・テレビ映画部門)                    | ダニエル・ブリュール | ノミネート | [ 51 ] |
| 2019年 | 第76回ゴールデングローブ賞     | テレビドラマ部門 作品賞 (ミニシリーズ・テレビ映画部門)       | ドラマ本編 | ノミネート | [ 51 ] |